# ジョン・ヘイ (第2代ツィードデール侯爵)
第2代ツィードデール侯爵ジョン・ヘイ（英: John Hay, 2nd Marquess of Tweeddale、1645年 - 1713年4月20日）は、スコットランドの貴族。1707年合同法によるイングランドとの合同前におけるスコットランド政界の有力者の一人で、Squadrone Volanteと呼ばれた勢力の領袖であった。1704年から1705年にかけてスコットランド大法官を務め、また1707年には最初のスコットランド貴族代表議員の一人に選出された。
父親がツィードデール伯爵を相続した1653年からツィードデール侯爵に叙位される1694年までは「イェスターのヘイ卿（Lord Hay of Yester）」、1694年から自身が襲爵する1697年までは「ギフォード伯爵（Earl of Gifford）」の儀礼称号で称された。

## 経歴
1645年に第2代ツィードデール伯ジョン・ヘイ（後の初代ツィードデール侯爵）と、初代バクルー伯爵ウォルター・スコットの娘ジェイン（ジーン）の間に長男として生まれる。
1685年の第9代アーガイル伯アーチボルド・キャンベルのスコットランド侵攻時には、新設されたイースト・ロージアン連隊の連隊長（陸軍大佐）に指名された。1689年に名誉革命が発生すると、スコットランド王ウィリアム2世（イングランド王ウィリアム3世）によってスコットランド枢密顧問官およびハッディントンシャー判事 (Sheriff of Haddingtonshire)に任命された。
1695年、スコットランド大蔵卿。1697年に父の死により第2代ツィードデール侯爵となり、ウィリアムとメアリーの後を継いだアン女王の下でも引き続き枢密顧問官を務めた。
当初ツィードデール侯は第4代ハミルトン公爵ジェームズ・ハミルトンとともにnational partyの頭目であったが、イングランドとの交渉の末ハノーファー選帝侯妃ゾフィーの支持者となり、1704年8月に招集されたスコットランド議会では国王代理に指名された。この時の議会では1704年安全保障法が成立し、同年10月18日にツィードデール侯は初代シーフィールド伯爵ジェイムズ・オグルヴィ（後の第4代フィンドレイター伯爵）に代わってスコットランド大法官となった。しかし翌1705年の3月9日に彼は解任され、シーフィールドが大法官に返り咲いた。この後ツィードデールはSquadrone Volanteと呼ばれる派閥の領袖となり、スコットランド王国とイングランド王国の合同を推進した。1707年2月13日には、最初のスコットランド貴族代表議員16人のひとりに選出された。
ツィードデール侯は1666年5月23日から1685年に除名されるまで、王立協会フェローであった。
1713年4月20日、脳卒中のためイェスター・ハウスで死去し、そこに葬られた。爵位は長男のチャールズが相続した。
ジョン・マッキーはツィードデールを次のように評している：

## 家族
初代ローダーデイル公爵ジョン・メイトランドの娘で唯一の相続人であったレディ・メアリー・メイトランドと1666年に結婚し、彼女との間に以下の3男2女をもうけた。
- ギフォード伯爵チャールズ・ヘイ （1667年 - 1715年） - 第3代ツィードデール侯爵
- ジョン・ヘイ卿（英語版） （1668年頃 - 1706年） - 陸軍准将、ロイヤル・スコッツ・グレイズ（英語版）連隊長
- ウィリアム・ヘイ卿 （？ - 1723年） - 陸軍准将
- レディ・アン・ヘイ （1670年以前 - 1731年以前） - 第12代ロス卿ウィリアム・ロス（英語版）夫人
- レディ・ジーン・ヘイ （1670年以前 - 1731年） - 第9代ロシズ伯爵ジョン・レズリー夫人

## 註釈
1. ↑  スコットランドのSheriff principalは州裁判所（Sheriff Court）の判事であり、イングランドのHigh Sheriff（州長官）とは異なる。
2. ↑  スコットランド議会における国王の名代。